# Harry Smith, 1. Baronet

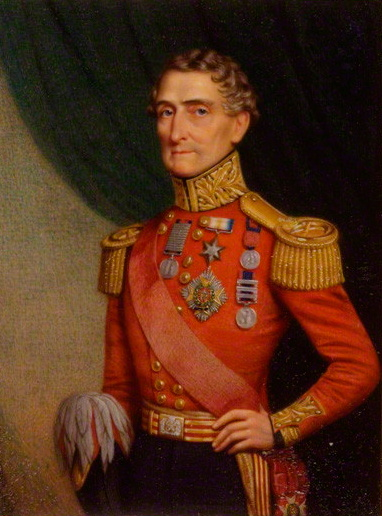
Henry Smith, 1. Baronet

Smith als Oberstleutnant 1815 in Paris

Sir Henry George Wakelyn Smith, 1. Baronet, GCB (* 28. Juni 1787 in Whittlesey, Cambridgeshire; † 12. Oktober 1860 in London), allgemein bekannt als Sir Harry Smith, war ein bekannter britischer Armeeoffizier des frühen 19. Jahrhunderts. Unter anderem nahm er am Ersten Sikh-Krieg teil.

## Frühe Jahre
Smith wurde am 28. Juni 1787 als fünftes von dreizehn Kindern eines Chirurgen in Whittlesey geboren. Er trat in eine Yeomanry (ein aus Freiwilligen bestehendes Milizkavallerieregiment) ein, wechselte aber bald als Ensign in das 95th Regiment of Foot und anschließend in die Rifle Brigade. Am 15. August 1805 erfolgte seine Beförderung zum Lieutenant.

## Napoleonische Kriege

Sir Harry Smith nach der Schlacht von Aliwal

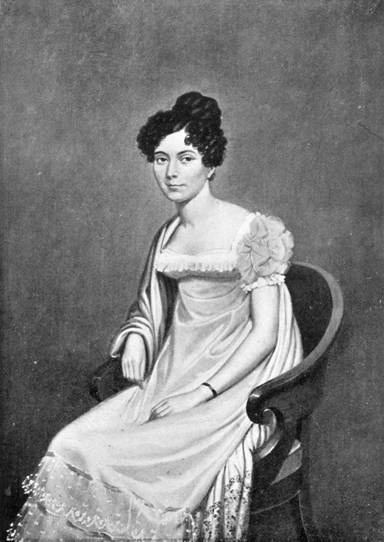
Juana Smith, im Alter von 17, Gemälde eines unbekannten Künstlers, 1815 in Paris

1807 wurde Harry Smith nach Südamerika geschickt und nahm an der Einnahme Montevideos sowie dem Angriff auf Buenos Aires teil. Im Dezember 1807 kehrte er nach Großbritannien zurück. Am 26. Oktober landete er in Spanien und nahm an der Schlacht von La Coruña teil. Anschließend kehrte er nach England zurück, landete aber bereits im Mai 1809 wieder in Lissabon. In einem Gefecht bei Coa wurde er am 24. Juli 1810 verwundet. Im März 1811 befehligte er eine Kompanie und nahm an Gefechten bei Redinha, Condeixa und Foz d’Arcone teil. Als Brigademajor kämpfte er bei Sabugal, Fuentes de Onoro und der Erstürmung von Ciudad Rodrigo.
Am 28. Februar 1812 erfolgte Smiths Beförderung zum Captain. Am 6. April nahm er an der Erstürmung von Badajoz teil. Dort lernte er die 14-jährige Juana María de los Dolores de León Smith kennen und heiratete sie wenige Tage später. Seine Frau begleitete ihn fortan auf allen Feldzügen, außer dem in Amerika. Die Ehe blieb kinderlos.
Am 22. Juli 1812 kämpfte er in der Schlacht von Salamanca, am 21. Juni 1813 in der Schlacht von Vitoria, am 20. März 1814 an der Schlacht von Tarbes und am 10. April in der Schlacht von Toulouse.
Am Britisch-Amerikanischen Krieg nahm er als Assistant Adjutant-General teil und kämpfte in der Schlacht bei Bladensburg und war bei der Eroberung und Niederbrennung Washingtons dabei. Am 29. September 1814 erfolgte die Beförderung zum Brevet-Major. Bei der Schlacht von New Orleans handelte er einen zweitägigen Waffenstillstand aus. Am 11. Februar 1815 nahm er die Kapitulation von Fort Bowyers bei Mobile entgegen. Die Nachricht vom Genter Frieden beendete den Krieg.
Smith erreichte England, während Napoleon Bonapartes Herrschaft der Hundert Tage und nahm als Assistent des Generalquartiermeisters in der 6. Division von Wellingtons an der Schlacht bei Waterloo teil. Mit Wirkung vom 18. Juni 1815 erfolgte die Ernennung zum Lieutenant-Colonel. Während der Besetzung Frankreichs war er Bürgermeister von Cambrai.
1818 kehrte Harry Smith nach Großbritannien zurück. Es folgten Verwendungen in Shorncliffe, Gosport, Glasgow und Nova Scotia. Am 23. November wurde er stellvertretender Generalquartiermeister auf Jamaika. Unter Gouverneur Galbraith Lowry Cole diente er in derselben Verwendung ab Sommer 1828 am Kap der Guten Hoffnung.
Im Sechsten Xhosa-Krieg ernannte Benjamin D’Urban Smith zum zweiten Befehlshaber, und beide nahmen an Kämpfen gegen die Xhosa teil.

## Indien
Am 10. Januar 1837 wurde Smith zum Brevet-Colonel ernannt und wurde am 6. März 1840 General-Adjutant der Armee in Indien. In dieser Funktion nahm er unter dem Befehl von Hugh Gough im Dezember 1840 am Gwalior-Feldzug und der Schlacht von Maharajpur am 29. Dezember 1840 teil.
Bei Ausbruch des Ersten Sikh-Krieges im Dezember 1845 erhielt Smith den Ehrenrang eines Generalmajors und den Befehl über eine Division. Hier nahm er an der Schlacht von Mudki am 18. Dezember und der Schlacht von Ferozeshah am 21./22. Dezember teil. Am 28. Januar 1846 fand die Schlacht von Aliwal statt, bei der Smith mit seinen Truppen 60 feindliche Geschütze sowie das gegnerische Lager einnahm und die Sikhs in die Flucht schlug. Auch an der Schlacht von Sobraon, der letzten Schlacht des Krieges, nahm Smith teil. Er erlangte die Beförderung zum Major-General in der Armee der Britischen Ostindien-Kompanie und die Erhebung zum Baronet, of Aliwal. Am 9. November 1846 erfolgte die Ernennung zum Generalmajor der British Army. 1847 ernannte ihn die University of Cambridge zum Doktor der Rechtswissenschaften ehrenhalber.

## Südafrika
Am 3. September 1847 wurde Harry Smith Gouverneur am Kap der Guten Hoffnung und erweiterte die Kapkolonie bis zum Oranje und Keiskamma River. Eine Proklamation Smiths, die die Kapkolonie nochmals, diesmal auf das Gebiet zwischen Vaal und Oranje, ausdehnte, wurde von Burenführer Andries Pretorius abgelehnt. Pretorius stellte ein burische Streitmacht auf und besetzte Bloemfontein. Am 29. August 1848 traf Smith in der Schlacht von Boomplaats auf die 1000 Mann starke, gut verschanzte burische Streitmacht und besiegte sie. Ein Teil der Buren zog mit Pretorius über den Vaal und half dort bei der Gründung des Transvaals.
Zwischen 1848 und 1849 verursachten die Pläne der britischen Regierung, in Kapstadt eine Strafkolonie einzurichten, große Aufregung bei der dortigen Bevölkerung. Smith leistete gegen sie beim Kolonialminister Henry Grey Widerstand und konnte sie im Februar 1850 auch vollends abwenden.
1851 brach der Achte Xhosa-Krieg aus. Am 7. April 1852 wurde Smith durch George Cathcart abgelöst, da die britische Regierung nicht zufrieden mit seinen Fortschritten im Kampf gegen die Xhosa war. Es folgten Verwendungen als Kommandeur des Westlichen und Nördlichen Militärdistrikts und seine Beförderung zum Lieutenant-General am 20. Juni 1854.
Am 12. Oktober 1860 starb Smith an einer Angina Pectoris in seinem Londoner Haus am Eaton Place West. Sein Grab befindet sich in seinem Heimatort Whittlesey.
Die Städte Harrismith und Smithfield in Südafrika wurden nach ihm benannt.

## Orden und Ehrenzeichen
- Waterloo Medal
- Peninsula Medal mit zwölf Spangen
- Gwalior Star
- Sutlej Medal
- Knight Grand Cross des Order of the Bath